# Ofensiva de Alepo (Novembro–Dezembro de 2016)
A ofensiva de Aleppo (Novembro-Dezembro de 2016), denominada "Operação Alvorada da Vitória" pelas forças governamentais foi uma ofensiva militar bem sucedida lançada pelas Forças Armadas da Síria e grupos aliados contra os distritos controlados pelos rebeldes em Alepo. A ofensiva veio após o fim da moratória em ataques aéreos pela Rússia, e as Força Aérea Russas novamente conduziram ataques aéreos pesados contra posições rebeldes no noroeste da Síria. A ofensiva resultou com a vitória do Exército Sírio e aliados, que conseguiu capturar todos os distritos rebeldes no leste e sul de Alepo e assim recuperar controlo total sobre a cidade de Alepo, bem como na evacuação dos restantes combatentes rebeldes para fora da cidade.
Esta ofensiva com um possível ponto de viragem na Guerra Civil Síria.
Cerca de 1.200 pessoas morreram durante a ofensiva, incluindo mais de 600 civis, a maioria deles morreram na parte rebelde da cidade onde a ofensiva ocorreu, mas também 149 pessoas morreram nas zonas controladas pelo governo devido a bombardeamentos das forças rebeldes e alguns civis também morreram no enclave controlado pelas Forças Democráticas Sírias (FDS) devido à mesma razão.

## Antecedentes
Em 15 de novembro de 2016, a Fragata de classe Almirante Grigorovich lançaram mísseis 3M-54 Kalibr contra posições rebeldes na província de Idlib, contra posições rebeldes e do Estado Islâmico do Iraque e do Levante (EIIL) na província de Homs, e alegadamente contra posições rebeldes na cidade de Alepo, algo que a Rússia negou. Caças Sukhoi Su-33 vindos do Admiral Flota Sovetskogo Soyuza Kuznetsov também efectuaram ataques ao longo do noroeste e oeste da Síria. No mesmo dia, as Forças Armadas da Síria e aliados começaram com as preparações finais para uma grande ofensiva contra o leste de Alepo.

## Ofensiva

### Combates iniciais e aproximação do Exército Sírio a Hanano

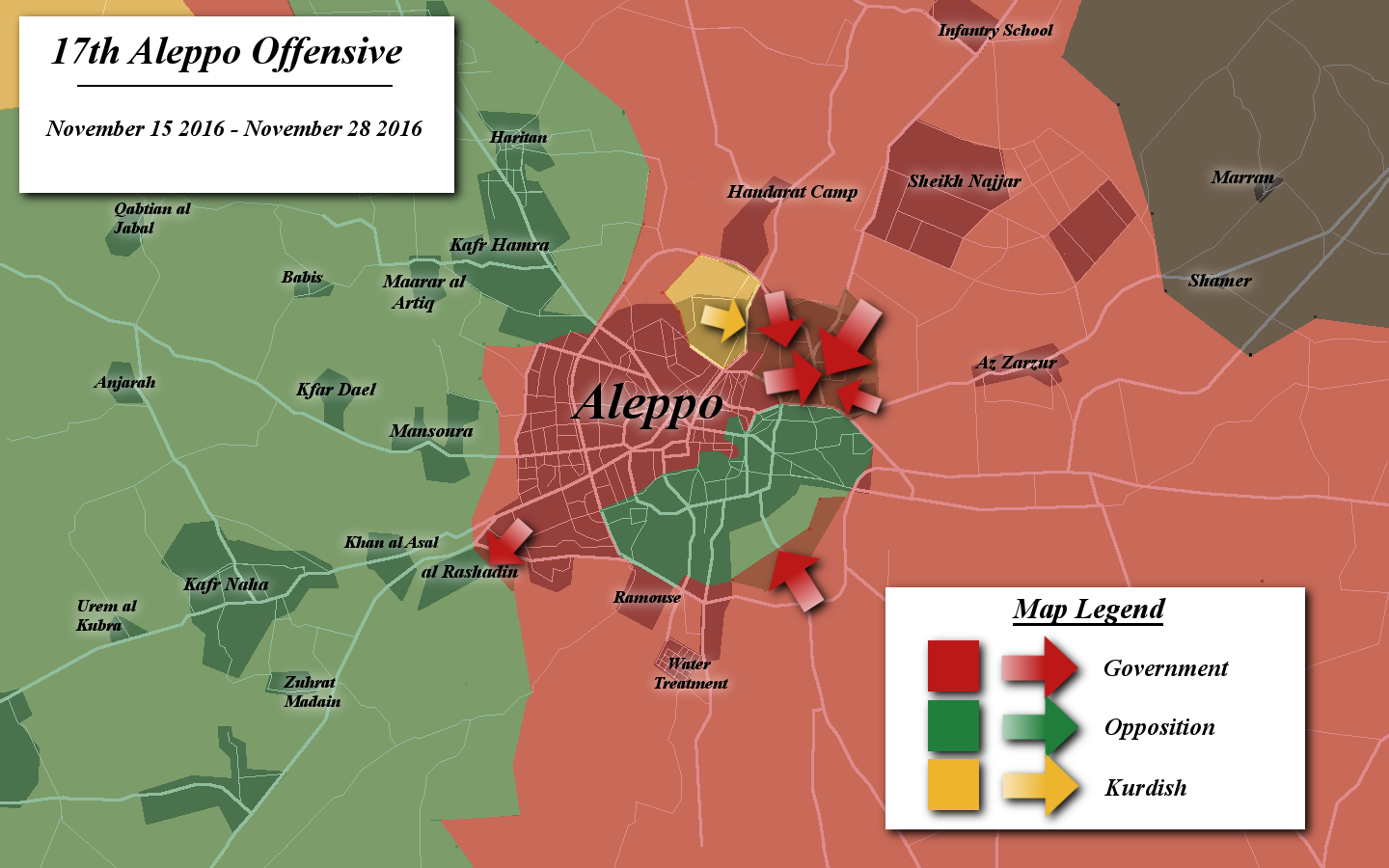
Avanços do Exército Sírio e aliados entre 15 a 28 de novembro

A ofensiva foi anunciada em 15 de novembro, com o início de fortes ataques aéreos russos. Em 16 de novembro, o Exército Árabe Sírio (EAS), apoiado por ataques aéreos russos, invadiu os distritos de Rashidun e Aqrab no sudoeste de Aleppo, mas foram repelidos pelos rebeldes. Com bombardeamentos por ambos os lados, confrontos reiniciaram-se no distrito de Jamiat al-Zahra, no oeste de Alepo.
Em 19 de novembro, após fortes bombardeamentos no leste de Alepo, o Exército Sírio tentou avançar no distrito de Sheikh Saeed no sudeste, mas foi novamente repelido pelos rebeldes. Enquanto isso, as forças pró-governo avançaram no nordeste. O Exército capturaram as partes do sul e central do distrito de Bustan Al-Basha, deixando-os no controlo de 75% da área. Além disso, durante a noite, depois de dois dias de ataques aéreos sírios e russos, as Forças Tigre assumiram o controlo da colina estratégica de Zouhor, que tem vista para o distrito de Hanano e a maior parte do leste de Alepo controlado pelos rebeldes. Ao mesmo tempo, o EAS avançou no distrito no sudoeste de Alepo de Aqrab. As Forças Tigre também avançaram para o sudoeste da colina de Zouhor para as antigas fábricas de Sheikh Najjar e apreenderam a maior parte das fábricas após fortes combates.
No dia seguinte, o Exército Sírio conseguiu progredir para a entrada do distrito de Hanano. À noite, um contra-ataque rebelde contra a colina Zouhor e a área das fábricas foi lançado e eventualmente repelido. No final do dia, o Exército conseguiu entrar no distrito de Hanano. Em 21 de novembro, o governo avançou nas antigas fábricas de Sheikh Najjar, na zona residencial de Hanano e no cemitério islâmico nas proximidades, enquanto um segundo ataque do EAS em 48 horas foi lançado no sul do distrito Sheikh Saeed. Embora os rebeldes também tenham repelido este ataque, eles sofreram grandes baixas.

### Captura de Hanano
Pelo dia 22 de novembro, o EAS controlavam cerca de um terço de Hanano e, no próximo dia, metade do distrito. De acordo com o grupo de activistas pró-oposição, o Observatório Sírio de Direitos Humanos (OSDH/SOHR), se o Exército conseguisse capturar Hanano, eles poderiam cortar a parte norte rebelde de Alepo do resto dos distritos controlados pelos grupos anti-governos.
Em 24 de novembro, o exército avançou fortemente no distrito de Hanano, capturando mais de meia dúzia de edifícios-chave. O objectivo do avanço era dividir a parte de Alepo ocupada pelos rebeldes. O bombardeamento pesado e sistemático das forças governamentais infligiu inúmeras baixas rebeldes. No dia seguinte, as forças do governo controlavam grandes partes de Hanano. As forças governamentais também tomaram o controlo de grandes partes do nordeste do Ard Al-Hamra e dos distritos do Sheikh Lutfi do sul, bem como do sul da colina 420 (colina da Polícia).
Em 26 de novembro, as tropas do governo capturaram Hanano, que foi o primeiro distrito da cidade capturado pelos rebeldes em 2012 e representava cerca de um quarto da área rebelde remanescente na cidade. As forças governamentais também tentaram avançar nos distritos de Ard Al-Hamra e Jabal Badro, a sul de Hanano. Após a captura de Hanano, 400-600 civis deixaram a parte rebelde de Alepo.

### Colapso rebelde no nordeste
Em 27 de novembro, as forças do governo fizeram grandes avanços após um rápido colapso das defesas rebeldes, capturando os distritos de Jabal-Badro, Ard Al-Hamra e Ba'ibdeen enquanto também capturaram parte do distrito de Sakhour, nomeadamente a Ponte Al-Sakhour. Logo depois, o Exército Sírio assumiu o controlo das fábricas noo norte de Jandoul e assegurou o distrito de Ayn Al-Tal, bem como grande partes dos distritos de Hallak Fuqani e Hallak Tahtani. Devido a estes avanços, os rebeldes começaram a se retirar em massa, também abandonando o distrito de Bustan Al-Basha e partes de Haydariyah e se retiraram para o sul de Alepo para o distrito de Sakhour, que, se fosse capturado, dividiria a zona rebelde em duas. Neste ponto, menos de um quilómetro estava separando as tropas governamentais que avançavam no leste de Alepo daqueles que estavam no centro da cidade.
O colapso das frentes rebeldes foi atribuído ao grande volume dos bombardeamentos, à intensidade do combate, ao número de mortos e aos feridos e à falta de hospitais em funcionamento. Centenas de civis tentaram capitalizar com o colapso dos rebeldes, com o número de civis evacuados aumentando para quase 10.000 durante o dia.
À noite, apenas 500 metros estavam separando as forças governamentais de fechar o fosso entre o nordeste e as partes do sudeste da cidade. Nesse ponto, a distância restante já estava sob controlo de fogo de artilharia pelo EAS. Além disso, o Exército tomou o controlo de Hallak Al-Fukani, Hallak Al-Tahtani e Bustan Al-Basha, com apoio dos grupos curdos das Forças Democráticas Sírias, enquanto o distrito de Inzarat no nordeste também havia sido capturado. Pelo menos 36 rebeldes se renderam ao Exército Sírio durante os seus avanços, enquanto alguns deles desertaram para as FDS.
A 28 de novembro, toda a parte do nordeste de Alepo havia sido tomada aos rebeldes. No início do dia, o Exército assumiu o controlo de Haydariyah. Duas horas depois, as forças do governo também se apoderaram de Sakhour, deixando os distritos rebeldes de Sheikh Kheder e Sheikh Fares cercados. Logo depois, Sheikh Khider também foi tomado pelo Exército, juntamente com partes de Sheikh Fares. O resto de Sheikh Fares foi capturada por forças curdas, que que também controlavam partes de Hallak, Bustan Al-Basha, Ba'ibdeen e Ayn Al-Tal também foram capturados depois do avanço curdo vindo do distrito de Sheikh Maqsood. A situação geral foi descrita como "a maior derrota para a oposição em Alepo desde 2012", com um impasse de quatro anos na cidade a ser quebrado.
Em 4 de dezembro, residentes começaram a voltar ao distrito de Hanano.

### Avanço do Exército Sírio sobre o sudeste e captura da Cidade Velha

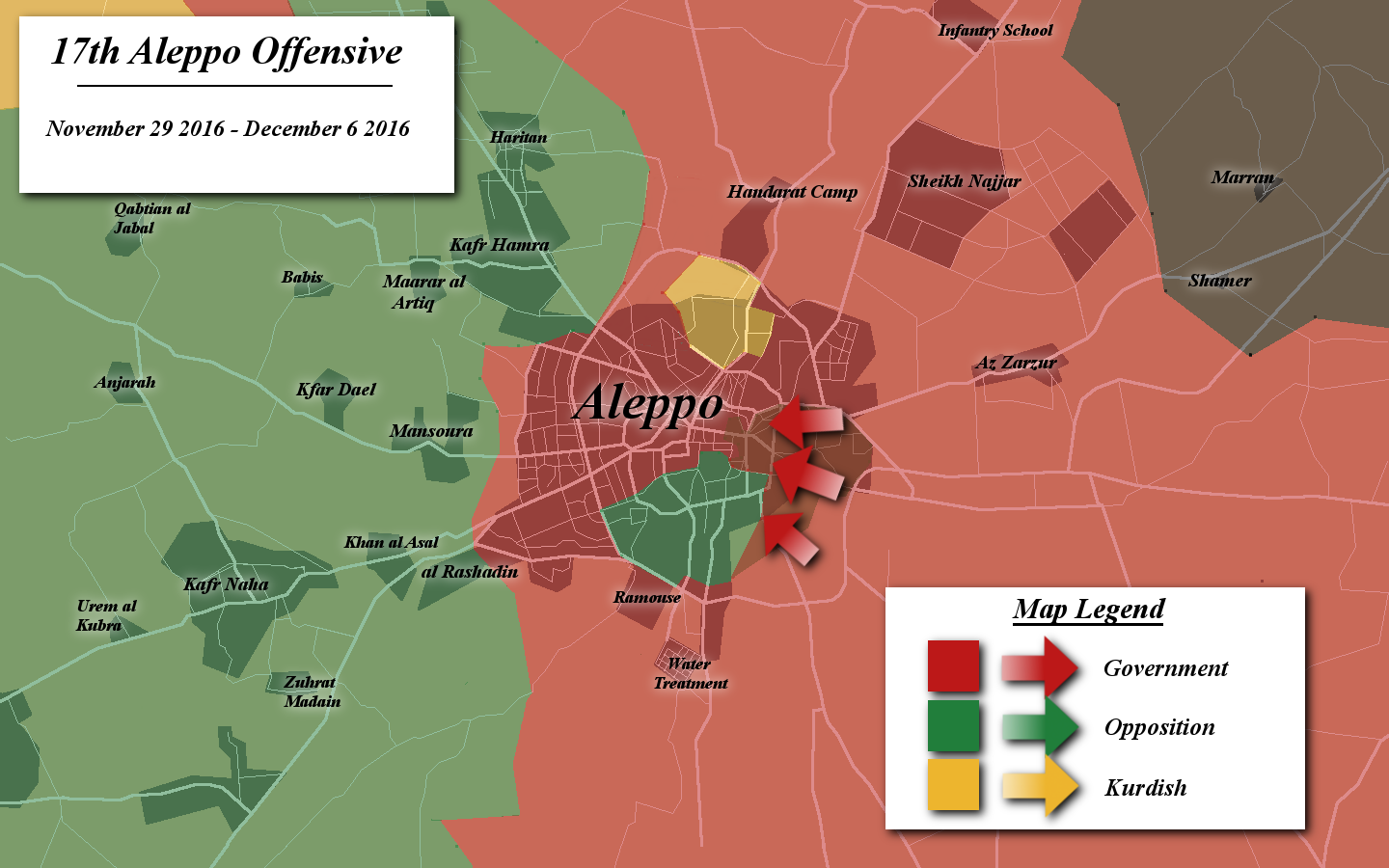
Avanços do Exército Sírio e aliados entre 29 de novembro e 6 de dezembro

Após o colapso dos rebeldes no nordeste, o Exército Sírio fez o seu primeiro avanço no distrito de Tariq al-Bab (al-Helwania) no sudeste de Alepo. Em 28 de novembro, eles capturaram as áreas de Talet Barakat e Research Research, a sul de Jabal Badro, e avançaram para a zona de residencial juvenil de Ma'saraniyah.
Em 29 de novembro, o EAS apoderou-se de grande parte dos bairros no sudeste de Al-Jazmati e al-Ma'saraniyah, para recuperar o Aeroporto Internacional de Aleppo e sua estrada. No dia seguinte, o Exército Sírio e milícias iraquianas conquistaram a maior parte do distrito de Sheikh Saeed, na parte sul da cidade. Depois disso, o EAS e aliados capturaram vários blocos de construção no lado exposto do distrito de Sukkari. Durante esses avanços, o Exército também capturou as áreas Sadkop e Ramouseh Antiga, ao sul de Sheikh Saeed. As forças governamentais também voltaram a avançar na área de habitação juvenil de Ma'saraniyah e, segundo relatos, capturando-a. Em 1 de dezembro, os rebeldes conseguiram recuperar quase todo o distrito de Sheikh Saeed num contra-ataque. As tropas governamentais conseguiram manter o controlo da secção sul do distrito. O EAS também retomaram algumas posições na área de habitação juvenil de Ma'saraniyah.
A partir de 2 de dezembro, os combates continuaram em Sheikh Saeed, com o Exército a controlar 30% do distrito. Durante o dia, o EAS mais uma vez avançou na área. Enquanto isso, o Exército lançou um grande assalto nos bairros no sudeste de Aleppo, capturando dois distritos, Tariq al-Bab e Karm al-Trab. As tropas sírias também assumiram o controlo de uma grande parte do distrito de al-Jazmati. Com esses avanços, as forças governamentais asseguraram a estrada do aeroporto e controlavam 60% da parte de Alepo que era controlada pelos rebeldes. No geral, o Exército avançou um quilómetro sobre território rebelde na cidade. Por volta das 01:00, durante, um Aero L-39 Albatros da Força Aérea Árabe Síria foi derrubado por fogo rebelde e caiu na parte central da cidade, com os dois pilotos a morrerem.
Em 3 de dezembro, as forças do governo tomaram controlo total sobre al-Jazmati e fizeram um avanço para Mayssar. Neste ponto, a Rússia procurou uma retirada rebelde completa de Alepo. Os rebeldes declararam que não iriam entregar Alepo.
No dia seguinte, o Exército Sírio fez avanços no distrito de Mayssar, depois de capturar as rotundas de al-Helwaniyah e al-Jazmati. Neste ponto, dois quilómetros estavam separando as unidades avançadas do EAS das tropas governamentais estacionadas na Cidadela de Alepo. Mais tarde, as tropas do governo capturaram Mayssar, bem como o distrito de Dahret Awwad. O Exército então continuou a convergir para a Cidade Velha de Aleppo, garantindo os distritos de al-Qaterrji e al-Tahhan, e avançando para Qadi Askar. O EAS também capturou o Hospital de Oftalmologia e chegaram a 500-1.000 metros da Cidadela e isolando os distritos restantes a nordeste dessa zona. As tropas do governo também avançaram no distrito de al-Sha'ar, com alguns rebeldes já se retirando em antecipação à sua derrota. Posteriormente, naquela noite, o Exército fez mais avanços em Sha'ar. Enquanto isso, os combatentes de Fateh al-Sham (Frente al-Nusra) junto com seus aliados invadiram um armazém contendo armas, alimentos e gás. O armazém era controlado pelo Jaysh al-Islam e, guardas, incluindo um comandante, foram detidos. Isso causou insatisfação entre a população civil em áreas rebeldes devido às condições de vida precárias e à falta de alimentos e abastecimento. Os combatentes de Fateh al-Sham também prenderam 150 combatentes do Jaysh al-Islam acusando-os de que estes se iriam render às tropas governamentais.
Em 5 de dezembro, o Exército Sírio capturou o distrito de Qadi Askar, deixando Sha'ar efectivamente cercado. As forças governamentais também capturaram várias partes de Sha'ar. De acordo com um oficial rebelde, os rebeldes consideraram Sha'ar e a vizinha Karm al-Jabal como já perdidas. Mais tarde naquele dia, os rebeldes lançaram um grande contra-ataque na tentativa de recuperar o território que perderam nos dias anteriores. Apesar das reivindicações iniciais de que os rebeldes haviam retomado grandes partes de Mayssar, o contra-ataque foi finalmente repelido. Posteriormente, o Exército reiniciou o seu ataque pela Cidadela.
Em 6 de dezembro, o Exército  Sírio estava se aproximando de Sha'ar, depois de ter tomado o controlo de um terço do distrito, e estava à beira de ser capturado. Mais tarde naquele dia, o EAS tomou o controlo total de Sha'ar, bem como de quatro outros distritos próximos. Isso deixou mais de 70 por cento dos antigos bastiões rebeldes de Alepo sob controlo do governo. Uma retirada rebelde em larga escala dos distritos do norte do enclave rebelde foi iniciada. Ao mesmo tempo, o exército capturou partes dos distritos de Marjeh e Sheikh Lutfi no sul. Em Sheikh Lutfi, o EAS tomou uma colina com vista para grande parte do distrito. À noite, foi relatado que cinco autocarros repletos de rebeldes deixaram a parte sudeste controlada pelos rebeldes, enquanto o Exército Síria avançava sobre a Cidade Velha de Alepo. No final do dia, a Cidade Velha havia sido capturada após os rebeldes recuarem de três bairros e o distrito de Sheik Lutfi também foi capturado. Com esses avanços, o Exército Sírio assumiu o controlo de toda a área ao redor da Cidadela de Alepo. Uma das áreas ocupadas na Cidade Velha era a mesquita omíada, a maior e uma das mesquitas mais antigas da cidade.

### Colapso dos rebeldes em Alepo Oriental
Em 7 de dezembro, o Exército Sírio continuou a sua ofensiva em grande escala, assegurando Sheikh Lufti, ao mesmo tempo que capturava os distritos de Marjah, Bab Al-Nayrab, Maadi e Salheen. No dia seguinte, as forças governamentais começaram a sua última fase da ofensiva, com um novo ataque a Sheikj Saeed, enquanto se preparava para tomar o distrito de Sukkari. Durante o dia, avançaram na área de Sheikh Saeed.
No final de 8 de dezembro, o Exército Sírio interrompeu a sua ofensiva para evacuar cerca de 8 mil civis da região. As autoridades russas informaram que 10.500 foram evacuadas ao total, enquanto as Nações Unidas (ONU) declararam que os rebeldes estavam impedindo as pessoas de sair. Ainda assim, apesar da anunciada pausa humanitária, no dia seguinte, houve relatos contraditórios, com alguns a afirmarem que os combates continuaram, enquanto outros relatavam que as forças governamentais retomaram a ofensiva após uma curta pausa. Em 10 de dezembro, as autoridades russas informaram que 50 mil pessoas foram evacuadas nos últimos dois dias, enquanto também reivindicaram que mais de 1.200 rebeldes se renderam.
Em 11 de dezembro de 2016, as forças do governo sírio capturaram grande partes de três distritos, além de avançar sobre outros dois. O assalto do exército foi acompanhado de bombardeamentos pesados e ataques aéreos, com explosões a uma velocidade de mais de uma por minuto. Os ataques aéreos atingiram a última ponte restante que ligava Alepo oriental e ocidental. Neste ponto, os rebeldes propuseram um acordo negociado entre os EUA e Rússia para deixar a cidade para Idlib ou para a fronteira com a Turquia.
Em 12 de dezembro, as forças governamentais capturaram o distrito do Sheikh Saeed no sul de Alepo, o que levou a um colapso em larga escala da linha de frente dos rebeldes no distrito de Fardous, que também foi tomado, bem como seus arredores. Mais tarde, os rebeldes recuaram completamente para o lado oeste do rio Queique e começaram a estabelecer uma nova linha de frente. Ainda assim, muitos rebeldes se renderam, com o Ministério da Defesa da Rússia colocando o número em 728. Durante uma pausa nos bombardeamentos nas horas da manhã, milhares de civis fugiram pela linha de frente para as partes governamentais de Alepo, enquanto o as partes restantes estavam a se tornar superlotadas com centenas de combatentes rebeldes e milhares de civis a procurarem abrigo em edifícios meio destruídos. No geral, o Exército Sírio tomou nove distritos durante o dia e tentaram avançar para o restante do território rebelde, que consistia em três bairros. Os rebeldes alegaram que mais de 180 pessoas foram executadas por forças governamentais nas áreas que haviam tomado. Naquela noite, os rebeldes de Fatah Halab e Jaysh al-Fatah aceitaram os termos de rendição, sob os quais eles seriam transferidos para as planícies de Anadan, enquanto celebrações nas ruas em Alepo se iniciavam após relatos da vitória do Exército Sírio. Ainda assim, os combates contra os enclaves remanescentes da resistência dos rebeldes continuou até as primeiras horas do dia 13 de dezembro.
Em 13 de dezembro, as áreas rebeldes no leste do rio Queique foram tomadas, com os rebeldes cercados num pequeno enclave de aproximadamente 3,5 quilómetros quadrados a oeste do mesmo. A ONU afirmou que tinha evidências fiáveis de que, em quatro áreas, 82 civis foram executados por forças pró-governo, enquanto a agência infantil das Nações Unidas citou um médico que um edifício que abriga mais de 100 crianças não acompanhadas estava sob forte ataque. O conselheiro humanitário da ONU, Jan Egeland, concluiu que todos os governos, como os da Rússia, da Síria e do Irão, que estão fornecendo forças, militares ou milícias, com armamento, são directamente responsáveis pela protecção da vida dos civis.

### Evacuação das forças rebeldes
Um acordo de cessar-fogo patrocinado pela Rússia e Turquia foi alcançado em 13 de dezembro, segundo o qual os rebeldes se deviam retirar de Alepo. Nos termos, foi implementada a cessação do bombardeamento em áreas rebeldes, enquanto os confrontos terrestres cessariam na noite, após o qual iria ocorrer a primeira evacuação civil. Todos os combatentes rebeldes na área, juntamente com os membros da família, foram então evacuados para os arredores da região de Alepo, nas primeiras horas do dia 14 de dezembro, após o que continuariam em direcção a Idlib.
A evacuação foi no entanto adiada por razões desconhecidas e nenhum dos autocarros de evacuação se estavam a encaminhar para os distritos orientais no horário agendado. Alguns entraram brevemente na noite anterior, mas regressaram vazios. Uma fonte pró-governo informou que tiros esporádicos de áreas rebeldes antes da partida agendada fizeram com que muitos soldados se preocupassem com o fcato de que o acordo poderia falhar e um oficial militar afirmou que a evacuação de rebeldes e civis havia sido adiada indefinidamente devido a comunicações precárias e disputas internas entre os rebeldes. Em contraste, um funcionário rebelde acusou as milícias xiitas pró-governo de obstruir a evacuação. O Irão teria exigido a evacuação simultânea de feridos de duas aldeias sitiadas (Cerco de al-Fu'ah e Kafriya) pelos rebeldes na província de Idlib, que foi rejeitada pelos rebeldes. Mas ataques aéreos, bombardeamentos e combates recomeçaram, quebrando o cessar-fogo. Os militares russos acusaram os rebeldes de quebrarem o cessar-fogo, afirmando que, embora o Exército Sírio o tenha observado, os rebeldes dispararam contra um comboio destinado a evacuação, enquanto o presidente turco, Recep Tayyip Erdoğan, acusou o Exército Sírio de quebrá-lo. O Observatório Sírio para os Direitos Humanos afirmou que a presença de 250 rebeldes não-sírios que o governo sírio queria deter para interrogatório também foi uma razão por trás da quebra do cessar-fogo.
O cessar-fogo foi reavivado durante as primeiras horas de 15 de dezembro, e os rebeldes seriam levados para Khan Tuman. O Ministério da Defesa russo afirmou que os soldados russos levariam a evacuação dos rebeldes com o governo sírio garantindo sua segurança, enquanto o Comité Internacional da Cruz Vermelha ajudaria no transporte dos rebeldes feridos. O conselheiro humanitário da ONU na Síria, Jan Egeland, afirmou que os feridos e os feridos, incluindo os órfãos, serão evacuados primeiro, seguidos por pessoas vulneráveis e depois pelos rebeldes.
Em breve, a evacuação começou, e ao redor do meio dia, a primeira onda de evacuados chegou ao território dos rebeldes a oeste de Alepo. Cerca de mil pessoas, incluindo 300 crianças e 28 feridos, foram evacuadas na primeira fase. Os combatentes de Jabhat Fatah al-Sham e os seus prisioneiros foram os primeiros a sair. O enviado da ONU para a Síria Staffan de Mistura afirmou que cerca de 50 mil pessoas ainda deveriam ser evacuadas, das quais 40 mil civis iriam para o oeste de Alepo, enquanto os restantes 10.000 constituídos por 1.500-5.000 rebeldes e suas famílias seriam levadas para Idlib.
Mais de 34.000 pessoas, incluindo mais de 4.000 rebeldes, foram evacuadas pela manhã de 22 de dezembro de acordo com uma declaração feita pela Cruz Vermelha. O Exército Sírio mais tarde anunciou que havia retomado o controlo total da cidade após os últimos rebeldes serem evacuados. Um oficial rebelde também declarou que a evacuação estava completa. A Cruz Vermelha confirmou mais tarde que a evacuação de todos os civis e rebeldes estava completa.

## Reacções Internacionais
- Organização das Nações Unidas - Jens Laerke, um porta-voz da ONU, descreveu os eventos como "um completo colapso da humanidade."[177]
- República Árabe Síria - Bashar al-Assad afirmou que a vitória de Alepo não era só do Exército Sírio mas, também dos seus aliados, a Rússia e o Irão. Assad afirmou que a vitória era "um passo inicial no caminho para acabar com o terrorismo em todo o território da Síria e criar as circunstâncias ideais para a solução que acabe com a guerra".[178]
- Rússia - O Ministério da Defesa da Federação Russa declarou que "nós fizemos o impossível em Alepo" e que a libertação de Alepo ajuda que a paz seja possível para toda a Síria.[179]
- Irão - O presidente iraniano Hassan Rohani e o ministro da defesa iraniano, em conversas telefónicas separadas, felicitaram os oficiais do governo sírio na libertação da cidade dos rebeldes e jihadistas.[180]
- Estados Unidos - A represente americana na ONU, Samantha Power, criticou o governo sírio, a Rússia e o Irão num discurso em que afirmou: "Para o regime de Assad, Rússia e Irão - três membros da ONU por trás da conquista e carnificina de Alepo - vocês são responsáveis pelas atrocidades." A representante chegou, inclusivamente, a comparar a situação de Alepo com os massacres de Srebrenica, Ruanda e Halabja, perguntando se os governos sírio, russo e iraniano não tinham vergonha dos seus actos.[181][182]